# Вільшаниця (річка)
Вільшаниця — річка в Україні, в межах Золочівського району Львівської області. Права притока Гологірки (басейн Західного Бугу). 

## Розташування
Витоки розташовані в с. Червоному, між пагорбами північних схилів Гологорів. Річка тече переважно на північний захід рівнинною територією Надбужанської котловини. Впадає до Гологірки в селі Борткові. 

## Опис
Довжина Вільшаниці 12 км, площа басейну 150 км². Річище слабо звивисте, здебільшого випрямлене і каналізоване. Заплава в середній та нижній течії місцями заболочена. 
Притоки: невеликі потічки та меліоративні канали. 